# Bảo tàng khu vực ở Prešov
Bảo tàng khu vực ở Prešov (tiếng Slovakia: Krajské múzeum v Prešov) là một viện bảo tàng hiện được đặt trong khuôn viên tuyệt đẹp của Cung điện Rákoczi, tọa lạc ở số 86 phố Hlavna, thành phố Prešov, Slovakia. Bảo tàng là nơi trưng bày các hiện vật lịch sử, cung cấp cho du khách cái nhìn toàn diện về sự phát triển lịch sử của thành phố và khu vực, đồng thời giới thiệu văn hóa dân gian truyền thống. Vào ngày 17 tháng 4 năm 1963, tòa nhà của Cung điện Rákoczi được ghi danh vào Danh sách Di tích Trung ương theo quyết định của Bộ Văn hóa Cộng hòa Slovakia. Theo Nghị quyết của Chủ tịch Hội đồng Quốc gia Slovakia, tòa nhà được công nhận là di tích văn hóa quốc gia.

## Lịch sử
Bảo tàng được thành lập với tư cách là bảo tàng thành phố vào năm 1945. Hai năm sau, nhân dịp kỷ niệm 700 năm thành phố, triển lãm đầu tiên về lịch sử của thành phố đã được tổ chức tại tòa nhà Kumšt. Từ năm 1950, bảo tàng trở thành một bảo tàng khu vực. Bảo tàng được đặt trong khuôn viên tuyệt đẹp của Cung điện Rákoczi từ năm 1956. Trong quá trình tồn tại, nội dung và tên gọi của bảo tàng dần dần được thay đổi. Bảo tàng khu vực ở Prešov là thành viên của Hiệp hội Bảo tàng ở Slovakia.